# Anton Dietrich (Politiker)
Anton Dietrich (* 15. Februar 1943 in Lauingen (Donau); † 22. April 2004 in Dillingen an der Donau) war ein deutscher Politiker (CSU). Er war Jurist und arbeitete unter anderem als Oberregierungsrat und ab 1974 als Mitglied des Landtags in Bayern.
Dietrich besuchte die Volksschule in Lauingen und legte das Abitur am humanistischen Gymnasium in Neuburg an der Donau ab. Er studierte Rechtswissenschaften und politische Wissenschaften an den Universitäten München und Würzburg und legte beide juristische Staatsprüfungen ab. Daraufhin war er als Regierungsassessor bei der Regierung von Schwaben tätig. 1970 wechselte er in das Landratsamt in Günzburg, wo er zunächst Regierungsrat, ab 1974 Oberregierungsrat war. Dietrich, der Vorsitzender der Jungen Union im Bezirk Schwaben und Fraktionsvorsitzender der CSU im Dillinger Kreistag war, wurde 1974 in den Landtag gewählt.
Im Mai 1978 legte er dieses Mandat nieder, als er zum Landrat des Landkreises Dillingen gewählt wurde. Auf seine Initiative geht der Europäische St.-Ulrichs-Preis zurück, den Landkreis und Stadt Dillingen vergeben. Das Amt des Landrates, in das er viermal wieder gewählt wurde, führte er bis zu seinem Tod aus.